# 接渡桥
接渡桥为位于中国浙江省绍兴市柯桥区柯桥街道中泽新景园小区（原中泽村）内的一座拱梁组合式桥，东西向跨鸡笼江，由三孔石拱桥与两侧的石梁桥组成，西梁桥为单孔（原为两孔），东梁桥为两孔，建于清代。
桥全长约50余米，其中三孔石拱桥全长22.5米，宽3.2米，东西两侧各沿20级和21级台阶而上。薄形桥墩，桥孔呈半圆形，拱券采用纵联分节并列砌筑，上配拱眉，各孔跨径均为7.30米，高度分别为3.9米、4.2米、3.9米，桥上置栏板与石狮望柱12个（今石狮大多残损）。东梁桥长12.8米，宽2.8米，西梁桥长11.3米，宽2.45米，一端支于拱桥墩悬挑之条石上。